# João Carlos de Saldanha Oliveira e Daun, hertig av Saldanha

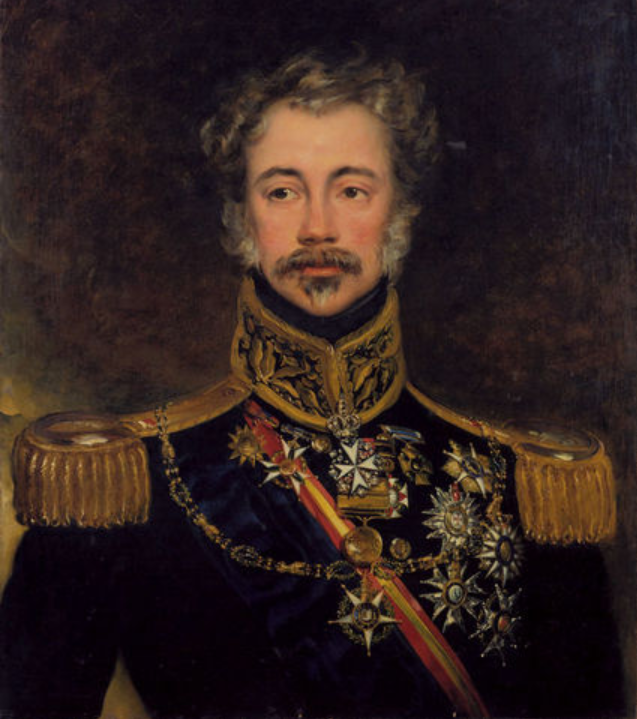
João Carlos de Saldanha Oliveira e Daun.

João Carlos Gregório Domingos Vicente Francisco de Saldanha Oliveira e Daun, född den 17 november 1791 i Azinhaga, död den 21 november 1876 i London, var en portugisisk hertig, krigare och statsman. Han var son till João Vicente de Saldanha Oliveira e Sousa Juzarte Figueira och dotterson till Sebastião José de Carvalho e Melo.
Saldanha övergick vid fransmännens besättande av Portugal 1807 till dem, tillfångatogs av engelsmännen 1810 och vistades därefter i Brasilien, där han ingick i armén. Till Portugal återkom Saldanha 1821, utnämndes 1825 till utrikesminister och efter Johan VI:s död till ståthållare i Oporto samt undertryckte migueliternas upprorsförsök. Augusti 1826-juli 1827 var Saldanha krigsminister och lämnade därefter Portugal. Efter Dom Miguels tronbestigning 1828 sökte Saldanha från England organisera resningen i Portugal. Han misslyckades fullständigt till en början, men hade 1832 framgång och lyckades 1833 efter flera segrar inta Lissabon och tvang genom kapitulationen i Évora 1834 Dom Miguel till att avsäga sig kronan. Saldanha utnämndes till marskalk och markis samt var 1835 en tid krigsminister och chef för ministären. Hans försök att efter septemberrevolutionen 1836 åstadkomma en statskupp i motsatt anda misslyckades, varför Saldanha åter måste gå i landsflykt. Han återkom 1846, när ett uppror syntes störta den reaktionära ministären Costa Cabral. Genom en statskupp i oktober samma år trädde Saldanha i spetsen för regeringen, i vilken han innehade krigsministerportföljen, utnämndes till högste befälhavare över armén med nästan diktatorisk myndighet och upphöjdes till hertig. Pressfriheten inskränktes och i vallagen företogs förändringar. De radikala septembristernas uppror kunde Saldanha betvinga endast med hjälp från England och Spanien. I juli 1849 efterträddes Saldanha av Costa Cabral, men lyckades i maj 1851 genom en militärrevolt störta denne. Han var därefter Portugals verklige regent till juni 1856, då han tvangs att nedlägga sitt ämbete. Han var 1862-1864 och 1866-1869 Portugals sändebud vid Vatikanen.  Saldanha lyckades i spetsen för ett militäruppror i maj 1870 åter för en kort tid tillkämpa sig premiärministerbefattningen och var från 1870 sändebud i London.